# Konarzewo-Reczki
Konarzewo-Reczki (prononciation : [kɔnaˈʐɛvɔ ˈrɛt͡ʂki]) est un village polonais de la gmina de Gołymin-Ośrodek dans le powiat de Ciechanów de la voïvodie de Mazovie dans le centre-est de la Pologne.
Il se situe à environ 21 kilomètres à l'est de Ciechanów (siège du powiat) et à 67 kilomètres au nord de Varsovie (capitale de la Pologne).
Le village possède approximativement une population de 20 habitants en 2006.

## Histoire
De 1975 à 1998, le village appartenait administrativement à la voïvodie de Ciechanów.